# Астрална подмуклост (филмски серијал)
Астрална подмуклост (енгл. Insidious) је серија америчких хорор филмова твораца Џејмса Вона и Леја Вонела. Постоје четири филма у франшизи—Астрална подмуклост (2010), Астрална подмуклост: Поглавље 2 (2013), Астрална подмуклост: Поглавље 3 (2015) и Астрална подмуклост: Поглавље 4 (2018)—који су зарадили укупно 539 милиона америчких долара широм света на комбиновани буџет од 26.5 милиона америчких долара.
Прва два филма је режирао Вон, трећи Вонел, који су такође радили као сценаристи за сва четири филма. Адам Робител је режирао четврти део. FilmDistrict је објавио први и други филм, док су Focus Features и Universal Pictures руковали трећим и четвртим, тим редоследом.
Прва два филма усредсређена су на пар који, након што њихов син мистериозно уђе у коматозно стање и постане пловило за духове у астралној димензији, непрестано прогоне демони пакленог царства познатији као Даљи све док од породице не узму оно што су желим највише: живот. Трећи филм, преднаставак, фокусира се на истог видовњака који је помогао породици; овај пут долази у помоћ младој девојци која призива мртве, а четврти је прати када њена породица постане уклета. Све парцеле приказане су као досијеи демолога.

## Филмови

### Астрална подмуклост(2010)
Филм Астрална подмуклост је режирао Вон, написао Вонел и глумили су Патрик Вилсон, Роуз Берн и Барбара Херши. Прича се усредсређује на пар чији син необјашњиво улази у коматозно стање и постаје пловило за духове у астралној димензији. Филм је објављен у биоскопима 1. априла 2011. године и прво је биоскопско објављивање FilmDistrict-а. Наставак, Астрална подмуклост: Поглавље 2, објављен је 13. септембра 2013. године, а Вон се вратио као режисер и Вонел као сценариста. Успех филма довео је до тога да је коришћен као инспирација за лавиринт у Universal-овом Halloween Horror Nights 2013. године.

### Астрална подмуклост: Поглавље 2(2013)
Астрална подмуклост: Поглавље 2 је такође режирао Вон и написао Вонел. У филму глуме Вилсон и Бернова понављајући своје улоге Џоша и Ренај Ламберт, супруга и супруге који теже откривању тајне која их је оставила опасно повезаних са духовним светом. Филм је објављен 13. септембра 2013. године. Остварио је успех у бокс офису, зарадио преко 160 милиона америчких долара широм света, али је добио мешовите критике.

### Астрална подмуклост: Поглавље 3(2015)
Астрална подмуклост: Поглавље 3 је трећи филм у серији, који је написао и режирао Вонел. Филм је преднаставак у прогањању породице Ламберт из прва два филма, а у главним улогама су Стефани Скот, Дермот Малрони, Лин Шеј и Вонел. Реч је о девојчици—Квин—коју прогања демон након што је покушала да позове мајку Лилит, која је умрла. Објављен је 5. јуна 2015. године.

### Астрална подмуклост: Поглавље 4(2018)
Пре објављивања филма Астрална подмуклост: Поглавље 3, Вонела су питали: „Ако постоји Астрална подмуклост: Поглавље 4, да ли би то био наставак Поглавља 3, још један увод у оригинал, или ће се наставити у овој временској линији или ићи у целину нови временски след? " Вонел је одговорио: 
„Не знам. Још нисам стварно размишљао о томе. Али за потребе овог интервјуа, рећи ћу да бих желео да истражим време између овог филма и првог филма. Читав тај крај тамо где је Елиса поново открила свој дар, мислим да бисте могли да имате пуно авантура пре него што она стигне. Тако да мислим да тамо има пуно места. Лин [Шеј] смо некако поставили у овом конкретном филму као неку врсту суперхероја, па би то било занимљиво истражити у другим филмовима.”
Дана 16. маја 2016. године , најављено је да ће Поглавље 4 имати датум објављивања 20. октобра 2017. године са Вонелом као писцем, Џејсоном Блумом, Ореном Пелијм и Воном као продуцентима, Адамом Робителом као редитељем и Шејевом која се враћа да репризира своју улогу Елисе Рејнијер. Дана 11. октобра 2016. године филм је добио нови датум објављивања у јануару 2018. године.

### Потенцијалан кросовер са франшизомЗлокобан
Пре објављивања филма Астрална подмуклост: Поглавље 4, Џејсон Блум је изјавио да је раније био у току кросовер филм Астрална подмуклост и Злокобан, и да је лично веровао да има потенцијала за поновни улазак у њега, наводећи да „ми ћемо укрстити наше светове у једном тренутку”.

### Наставак филмаАстрална подмуклостбез наслова
Дана 29. октобра 2020. године објављено је да је у припреми наставак филма, при чему је Скот Тимс написао сценарио заснован на причи Леја Вонела и глумцем серије Патриком Вилсоном као редитељем. Фокусираће се на одраслог Далтона, улогу коју је поново однела звезда серије Тај Симпкинс, док одлази на колеџ.